# Церковь Малате
Церковь Малате или Церковь Пресвятой Девы Марии Заступницы (исп. Iglesia de Nuestra Señora de los Remedios) — католическая церковь в Маниле, Филиппины. Она построена в стиле барокко и стоит фасадом к парку Раджа-Сулейман и к манильскому заливу. Храм посвящён Пресвятой Деве Марии Заступнице, покровительнице беременных. Статуя Девы Марии была доставлена из Испании в 1624 году и установлена в алтаре.

## История
Храм был построен первоначально в XVI веке орденом августинцев и стал самым древним католическим храмом Манилы за пределами городских стен. Он служил убежищем британским солдатам во время оккупации Филиппин и атак на Интрамурос в 1762—1763 годах. Храм сильно пострадал от землетрясения 1863 года и от тайфуна 1868 года, после чего был перестроен. Во время Второй Мировой Войны храм снова был поврежден и снова восстановлен.